# Cairo (operační systém)
Cairo byl kódový název projektu Microsoft vyvíjeného v letech 1991 až 1996. Projekt měl být operačním systémem nové generace, který měl naplnit vizi Billa Gatese o „informacích na dosah ruky“. Cairo nebyl nikdy vydán, ale některé technologie z projektu byly užity v pozdějších systémech Windows.

## Přehled
Cairo bylo oznámeno na konferenci Microsoft Proffesional Developers Conference v roce 1991 Jimem Allchinem. Veřejnosti bylo předvedeno (včetně demo systému, který si mohli účastníci vyzkoušet) na konferenci Cairo/Win95 PDC v roce 1993. Microsoft několikrát změnil postoj ke Cairu, někdy jej nazýval produktem, jindy o něm mluvil jako o souboru technologií.

## Funkce
Cairo využívalo koncepty distribuovaných výpočtů k rychlému a bezproblémovému zpřístupnění informací v celosvětové síti počítačů.
Uživatelské rozhraní systému Windows 95 vycházelo z počátečních návrhů, které byly provedeny na uživatelském rozhraní Cairo. DCE/RPC bylo dodáváno v systému Windows NT 3.1. Indexování obsahu je nyní součástí Internet Information Serveru a Windows Desktop Search.
Zbývající součástí je objektový souborový systém. Kdysi se plánovalo, že bude implementován v podobě systému WinFS jako součást systému Windows Vista, ale vývoj byl v červnu 2006 zrušen a některé jeho technologie byly začleněny do jiných produktů společnosti Microsoft, například do Microsoft SQL Server 2008, známého také pod kódovým označením „Katmai“.